# Daemon (Band)
Daemon war eine dänische Death-Metal-Band aus Kopenhagen, die 1995 gegründet wurde und sich ca. 2002 auflöste.

## Geschichte
Die Band wurde 1995 von dem Gitarristen und Sänger Anders Lundemark (Konkhra) und dem Schlagzeuger Nicke Andersson gegründet. 1996 erschien über Diehard Music das Debütalbum Seven Deadly Sins, das von Fred Estby produziert worden war. Als Gastgitarrist ist Ulf Cederlund von Entombed vertreten. Unter dem Pseudonym „Morgan Pitt“ spielte Lundemark auf dem Album auch den Bass ein. 1998 stießen der Schlagzeuger Per Møller Jensen aka Frank Hellmet (Artillery, The Haunted, Invocator, Konkhra), der Gitarrist Lars Mayland aka Joey Fernandez (Furious Trauma, Konkhra) und der Konkhra-Bassist Thomas „Gnist“ Christensen zur Besetzung. 1999 schloss sich mit The Second Coming das zweite Album an, auf dem auch eine Coverversion des Black-Sabbath-Songs Symptom of the Universe enthalten ist. Dieses Mal hatte Christensen „Morgan Pitt“ als Pseudonym angenommen. 2002 folgte das dritte Album unter dem Namen Eye for an Eye (…and the World Turns Blind), auf dem Thomas Fagerlind (Thorium, Iniquity) den Bass und Gene Hoglan das Schlagzeug übernahm.

## Stil
Frank Albrecht vom Rock Hard schrieb in seiner Rezension zu Seven Deadly Sins, dass die Band klassischen Death Metal im skandinavischen Stil spielt. Die Gruppe orientiere sich dabei besonders an den späten 1980er Jahren. Die Band erinnere dabei an Entombed, könne deren Qualität jedoch nicht erreichen. Laut Metal.de wird auf Eye for an Eye (…and the World Turns Blind) geradliniger Death Metal gespielt, in den immer wieder Thrash-Metal-Riffs eingearbeitet würden. So könne man im Song Cursed Slayer der 1980er Jahre heraushören, während The Trial eher modern groovend sei. Die Lieder seien jedoch zu konventionell als dass sie überraschen könnten. Laut Joel McIver in Extreme Metal II hat die Band auf Eye for an Eye (…and the World Turns Blind) ihren Death-’n’-Roll-Stil untermauert. Die Texte seien philosophischer und politischer Natur.

## Diskografie
- 1996: Seven Deadly Sins (Album, Diehard Music)
- 1999: The Second Coming (Album, Diehard Music)
- 2001: Checkpoint #3 (Split mit Aurora Borealis, Illdisposed, Necrosphere und 2 Ton Predator, Diehard Music)
- 2002: Eye for an Eye (…and the World Turns Blind) (Album, Diehard Music)